# Teoria gier
Teoria gier – dział matematyki zajmujący się badaniem optymalnego zachowania w przypadku konfliktu interesów.

## Charakterystyka
Teoria gier wywodzi się z badania gier hazardowych, i taka jest też jej terminologia, jednak zastosowanie znajduje głównie w:
- ekonomii;
- biologii, szczególnie w socjobiologii;
- socjologii;
- informatyce, patrz: sztuczna inteligencja.

Zastosowanie teorii gier w biologii przez Johna Maynarda Smitha zaowocowało pojawieniem się ewolucyjnej teorii gier i memetyki, a także nowymi zastosowaniami w naukach, które wcześniej bazowały na teorii gier.
Badania w zakresie teorii gier i jej zastosowań wielokrotnie zostały uznane przez komitet Nagrody Nobla. Herbert Simon otrzymał tę nagrodę w 1978 roku za wkład w rozwój ewolucyjnej teorii gier, w szczególności za koncepcję ograniczonej racjonalności. Komitet nagrody określił te rezultaty jako przełomowe badania nad procesem podejmowania decyzji wewnątrz organizacji gospodarczych oraz teorię ich podejmowania. W 1994 roku tę nagrodę otrzymali John Nash, Reinhard Selten i John Harsanyi za rozwój teorii gier i jej zastosowania w ekonomii.
William Vickrey i James Mirrlees w 1996 zostali uznani za stworzenie modeli przetargów i badanie konfliktów z niesymetryczną informacją uczestników. W 2005 Thomas C. Schelling i Robert J. Aumann otrzymali Nagrodę Banku Szwecji im. Alfreda Nobla w dziedzinie ekonomii za zastosowanie teorii gier w naukach społecznych i mikroekonomii (dot. zachowania jednostek i rozwiązywania konfliktów). W roku 2007 Nagrodę Banku Szwecji im. Alfreda Nobla za kolejne zastosowania teorii gier w tej dziedzinie dostali Leonid Hurwicz, Eric S. Maskin, Roger B. Myerson.
Chociaż zarówno teoria gier, jak i teoria decyzji analizują sposoby podejmowania optymalnych decyzji w rozmaitych sytuacjach, te dwie dziedziny nauki istotnie się między sobą różnią. Główna różnica jest taka, że w teorii gier działania podejmowane przez każdego z uczestników mają wpływ na pozostałych uczestników gry (sytuacja współzależności społecznej), dodatkowo, gdy gracze podejmują decyzję co do wyboru swoich strategii, biorą oni te interakcje pod uwagę. W teorii decyzji decyzje mogą być podejmowane w warunkach ryzyka lub niepewności, ale nie zależą one od strategicznych działań osób innych niż decydent.

## O teorii gier
Gra to dowolna sytuacja konfliktowa, gracz natomiast to dowolny jej uczestnik. Graczem może być na przykład człowiek, przedsiębiorstwo lub zwierzę. Każda strona wybiera pewną strategię postępowania, po czym zależnie od strategii własnej oraz innych uczestników każdy gracz otrzymuje wypłatę w jednostkach użyteczności. Zależnie od gry jednostki te mogą reprezentować pieniądze, wzrost szansy na przekazanie własnych genów czy też cokolwiek innego, z czystą satysfakcją włącznie. Wynikowi gry zwykle przyporządkowuje się pewną wartość liczbową.
Teoria gier bada, jakie strategie powinni wybrać gracze, żeby osiągnąć najlepsze wyniki.
Gry dzielą się na:
- gry o sumie stałej (gdy suma wypłat obu graczy jest stała – szczególnym przypadkiem są gry o sumie zerowej) i na gry o sumie zmiennej
- gry sprawiedliwe (gdy wartość oczekiwana wypłaty każdego z graczy jest taka sama) oraz gry niesprawiedliwe (gdy wartość oczekiwana wypłaty graczy jest różna – najwyższa wygrana jednego z graczy przewyższa najwyższą wygraną drugiego gracza)
- dwuosobowe i wieloosobowe
- gry, w których gracz podejmuje decyzję o wybraniu strategii bez wiedzy o decyzjach przeciwników (gra w postaci normalnej), oraz na gry, w których gracz taką wiedzę posiada (jeśli dany gracz nie zaczyna pierwszy, to ten gracz wie, co zrobili przeciwnicy, a zatem jego decyzja następuje po ruchach przeciwników).
- gry, w których każdy gracz ma pełną informację o wypłacie wszystkich graczy, oraz na gry, w której nie ma pełnej informacji
- gry o skończonym i nieskończonym czasie rozgrywki.

Teoria gier dwuosobowych o sumie stałej jest najlepiej rozwinięta i daje najbardziej konkretne wyniki.
Podstawowe definicje:
Strategia to kompletny plan działania gracza, uwzględniający wszystkie możliwe sytuacje.

## Macierz wypłat
Zwykle grę obrazuje się za pomocą macierzy wypłat, reprezentującej graczy, ich strategie i wypłaty przypisane tym strategiom. Najogólniej grę można zobrazować za pomocą funkcji wypłat, która przypisuje graczowi wypłatę i jest określona dla wszystkich możliwych kombinacji strategii gracza i strategii jego przeciwników. W przykładzie gry po prawej mamy dwóch graczy; pierwszy może wybrać wiersz, drugi może wybrać kolumnę przedstawionej tablicy. Każdy gracz ma zatem dwie możliwe strategie (dwa wiersze dla Gracza 1 i dwie kolumny dla Gracza 2). Wypłaty określone są w komórkach tablicy, przy czym pierwsza wypłata jest wypłatą gracza wybierającego wiersze (Gracz 1), zaś druga jest wypłatą gracza wybierającego kolumny (Gracz 2). Jeżeli, na przykład, Gracz 1 wybierze górny wiersz, podczas gdy Gracz 2 wybrał lewą kolumnę, Gracz 1 otrzyma wypłatę w wysokości 4, a Gracz 2 wypłatę w wysokości 3.